# Франтоватый древолаз
Франтоватый древолаз (лат. Epipedobates tricolor) — вид семейства древолазы рода Epipedobates. Эндемик Эквадора.

## Описание

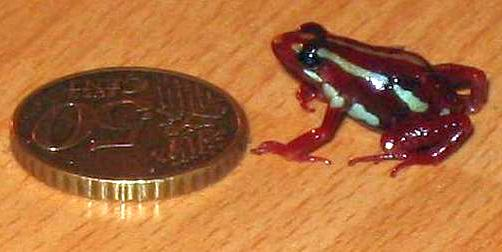

Длина тела от 22 до 22,5 мм у самок, от 20 до 20,5 мм у самцов. Наблюдается половой диморфизм: самки крупнее самцов. По строению похожа на других представителей своего рода. Заметны существенные различия в окраске между дикими особями и разведёнными в неволе. Первые характеризуются интенсивным ярко-красным окрасом. По хребту от кончика морды до крестца проходит широкая желтоватая полоса. По бокам тела имеются продольные строки вытянутых белых пятен, сливающихся в полосы. Конечности также пятнистые. Особи, разводимые в неволе, не такие нарядные, более тёмные, часто коричневые с более узкими полосами кремового оттенка. Пальцы имеют перепонку. В коже присутствуют токсины, это одна из самых ядовитых лягушек.

## Образ жизни
Предпочитает горную местность. Держится по берегам рек и ручьёв с повышенной влажностью, среди камней, обитая преимущественно на лесной подстилке и в невысокой растительности. Эти места характеризуются более низкими средними температурами и значительными их суточными перепадами, меньшей влажностью и повышенной инсоляцией. Встречается на высоте от 1000 до 1800 м над уровнем моря. Активна днём. Питается насекомыми и членистоногими, такими как коллемболы, мелкие жуки и муравьи. Самцы территориальны и становятся агрессивными в случае появления на их территории чужака.
Продолжительность жизни до 10-15 лет. Основную угрозу для вида представляют загрязнение воды, потеря среды обитания, отлов людьми в лечебных целях и заболевание хитридиомикоз, вызываемое грибком Batrachochytrium dendrobatidis.

## Размножение
Это яйцекладущая амфибия. Самцы издают громкие звуки, служащие критерием для самок при выборе себе партнёра. Самка вымётывает кладку, содержащую около 10 икринок диаметром 2 мм на лесную подстилку. Самец охраняет их, а затем переносит головастиков в водоём. Головастики появляются через 3 недели. Метаморфоз длится 2 месяца.

## Распространение
Эндемик Эквадора. Встречается на склонах Анд в центральной части страны. Известно семь популяций вида, обитающих вдоль горных ручьёв в провинции Боливар. Численность снижается в северной части ареала, где некоторые популяции исчезли.

## Галерея

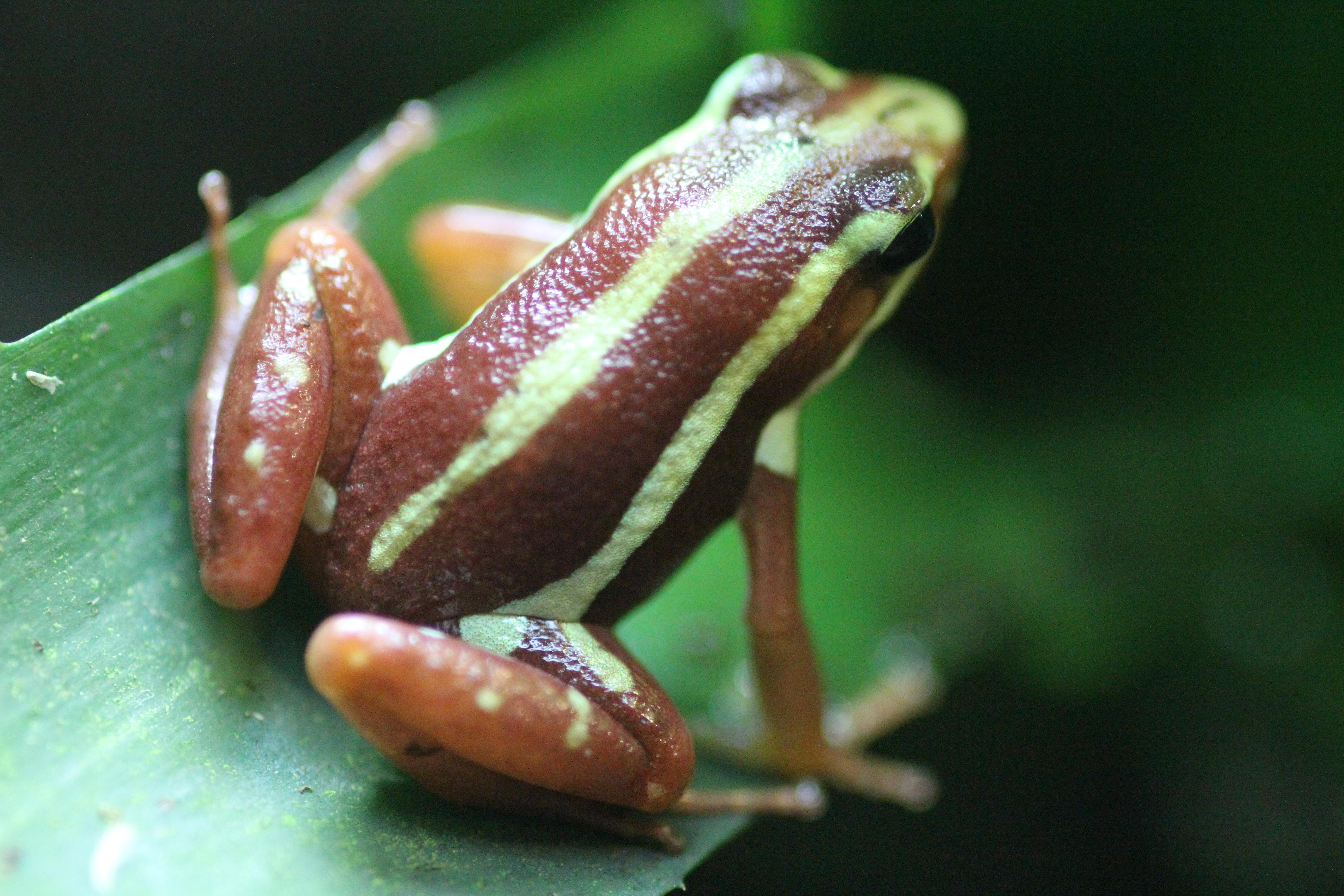
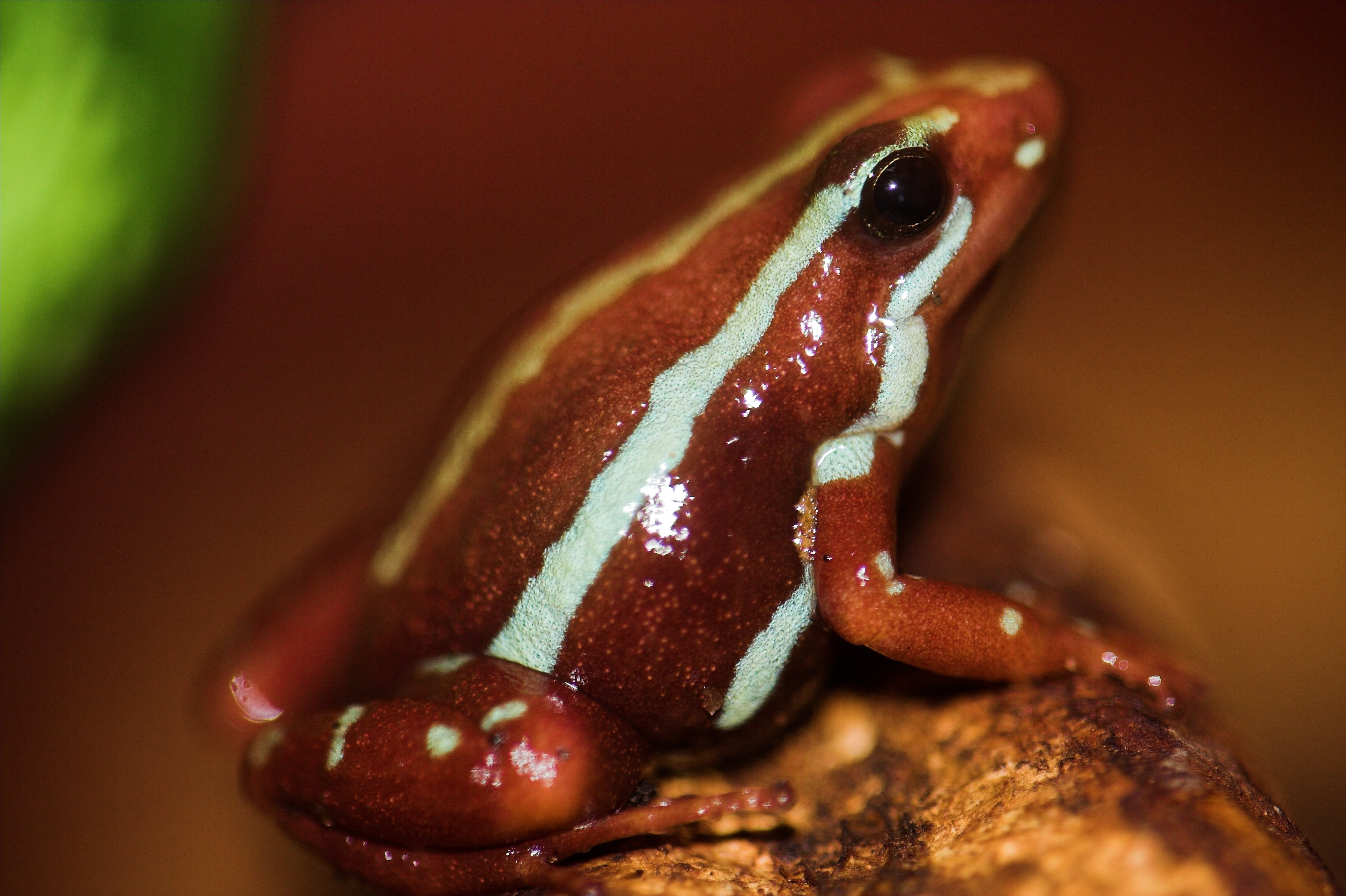
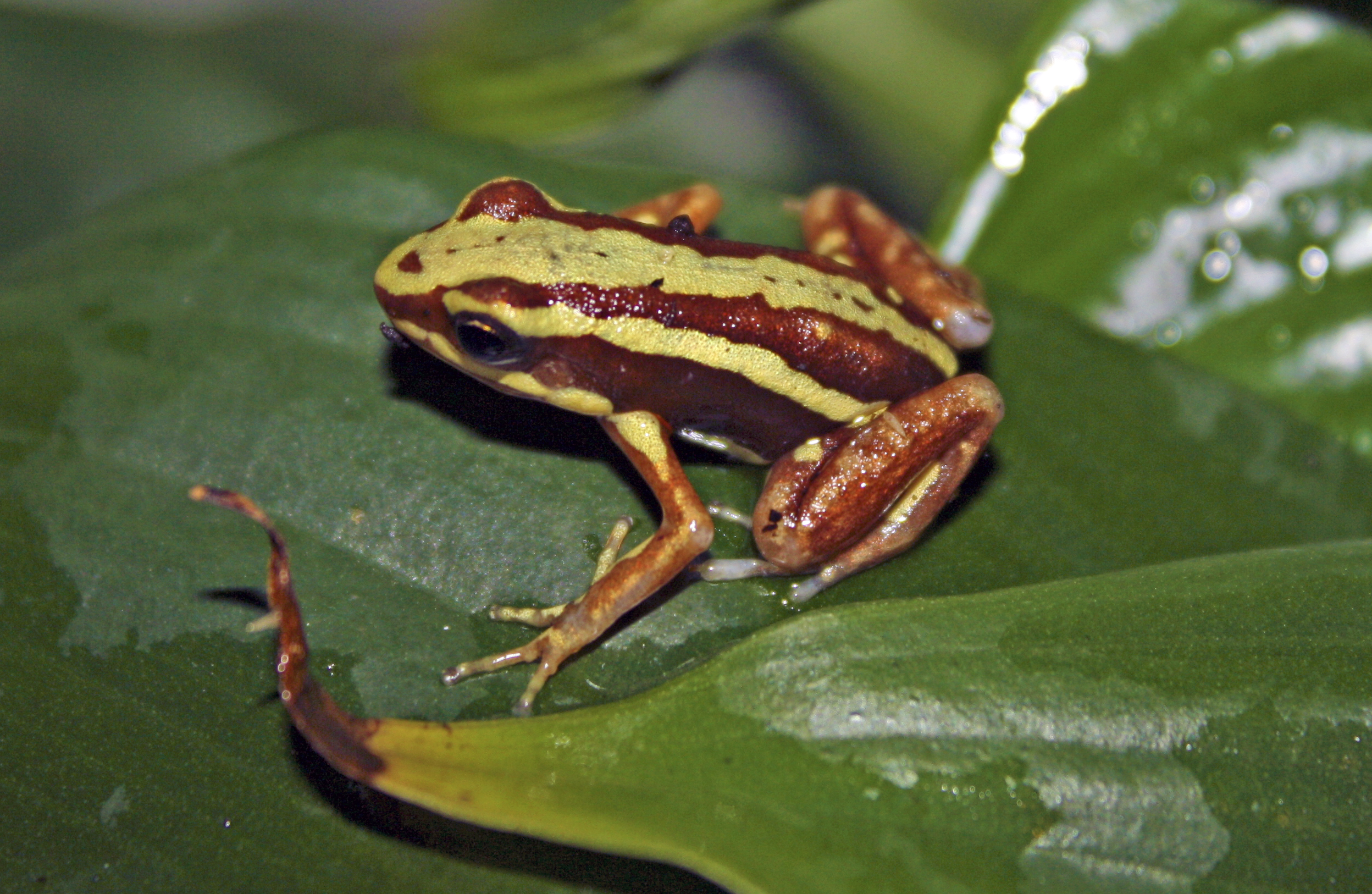
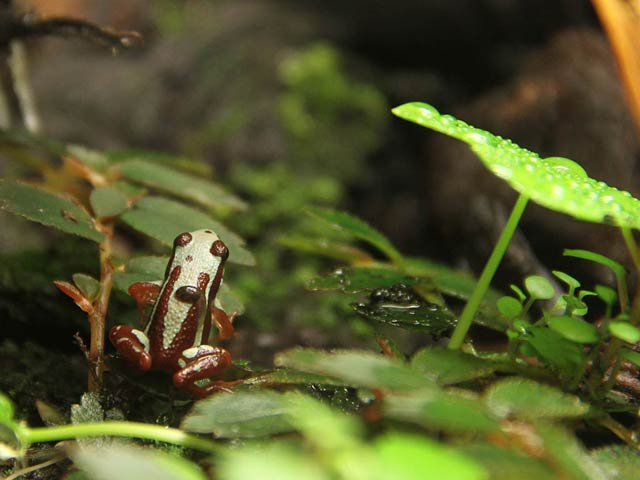